# 施泰因托伯爾巴赫河 (特斯河支流)
47°28′06″N 8°45′10″E / 47.46847°N 8.75265°E

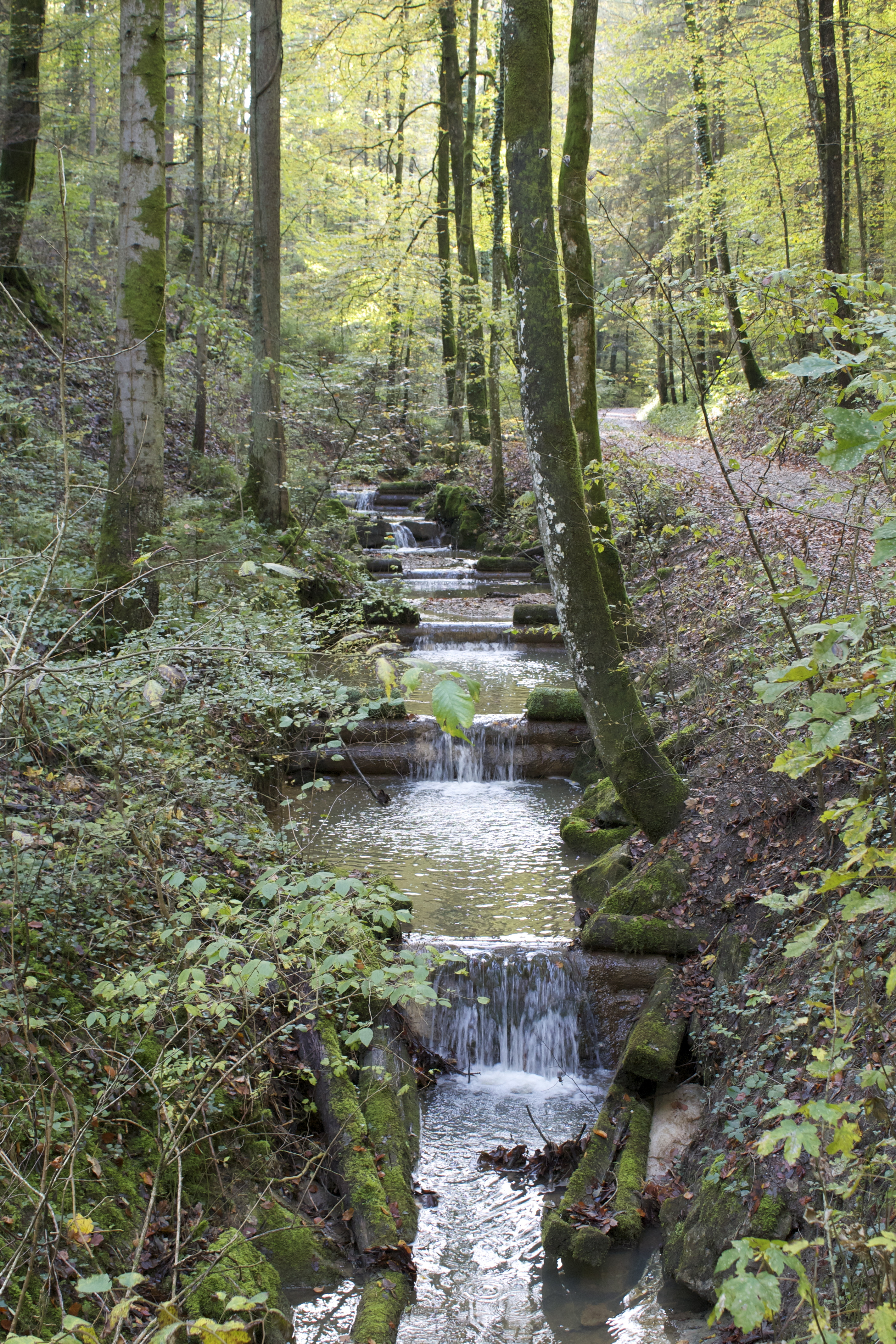

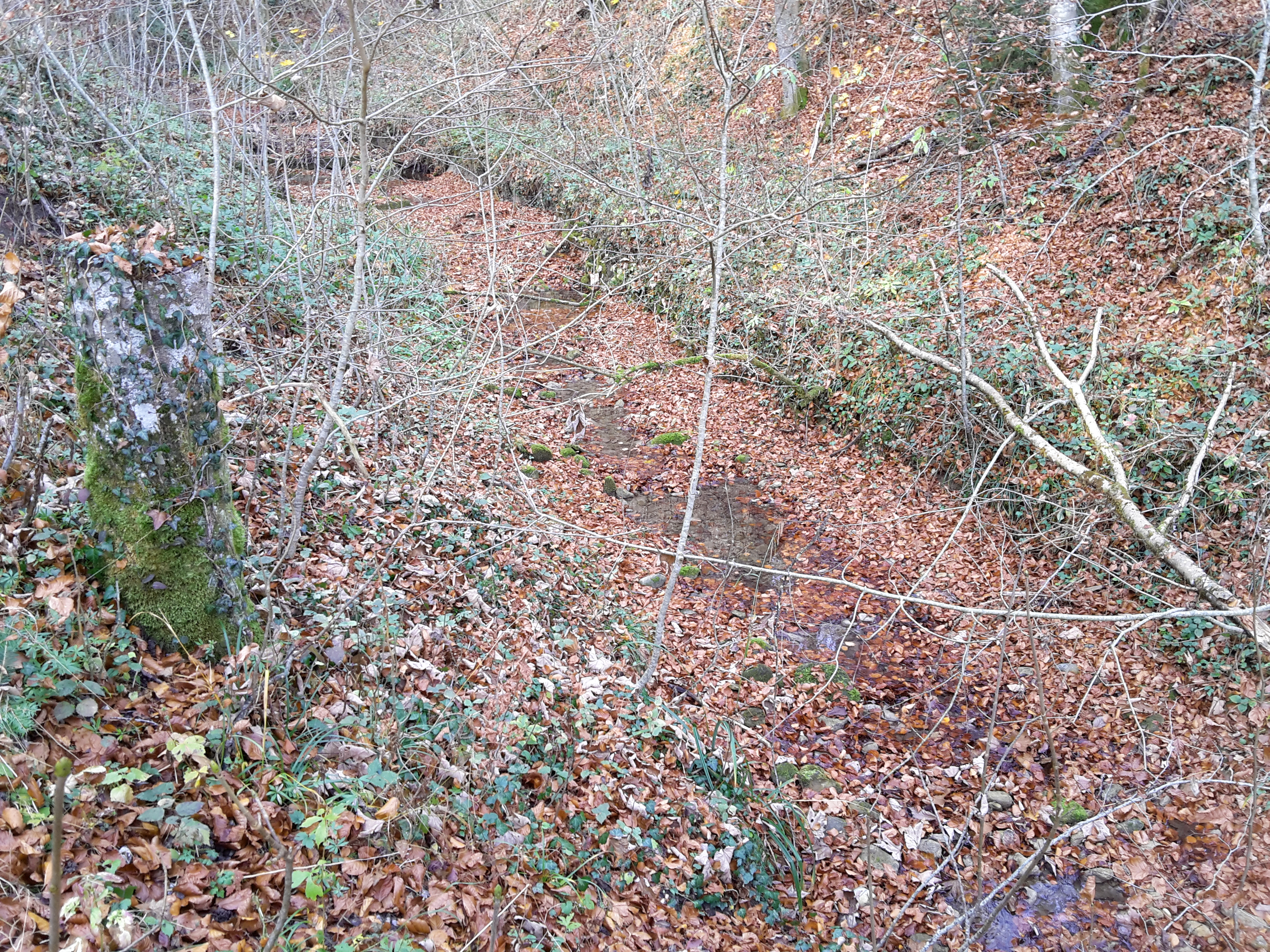

施泰因托伯爾巴赫河是瑞士的河流，位於該國北部，流經蘇黎世州，屬於特斯河的右支流，河道全長2.3公里，流域面積1.2平方公里，發源自埃申貝格山，河畔城鎮有溫特圖爾。